# Karl Adamek
Karl Adamek noto anche come Waski (Vienna, 23 luglio 1910 – Vienna, 8 gennaio 2000) è stato un calciatore e allenatore di calcio austriaco, di ruolo difensore.

## Carriera
Dopo una carriera da calciatore spesa quasi interamente tra i confini nazionali (fanno eccezione due stagioni con la maglia dei francesi del Le Havre), comincia ad allenare nel campionato svizzero presso il Biel-Bienne, dove ottiene due secondi posti consecutivi. Viene successivamente chiamato dagli svedesi del Norrköping, dove resta per otto stagioni conquistando ben tre scudetti.
Torna quindi in Austria, nell'Austria Vienna, dove non finisce il campionato a causa del passaggio all'Atalanta. I neroazzurri lo chiamano sotto indicazione del connazionale Bengt Gustavsson, per rimediare alla pessima situazione della squadra bergamasca. La salvezza in serie non riesce, ma Adamek l'anno successivo guida l'Atalanta ad un immediato ritorno nel massimo campionato.
Le sue ultime esperienze su panchine riguardano l'Örgryte in Svezia, lo Sturm Graz e lo Sportverein Stockerau in Austria e l'Hamarkameratene in Norvegia.

## Palmarès

### Giocatore

#### Club

##### Competizioni nazionali
- Coppa d'Austria: 2

Wiener AC: 1930-1931
Austria Vienna: 1935-1936

##### Competizioni internazionali
- Coppa dell'Europa Centrale: 1

Austria Vienna: 1933, 1936

### Allenatore
- Campionato italiano di Serie B: 1

Atalanta: 1958-1959
- Campionato svedese: 3

Norrkoping: 1951-1952, 1955-1956, 1956-1957